# Edwin Valero
Edwin Valero (Bolero Alto, Mérida, 3 de dezembro de 1981 – Valencia, Carabobo, 19 de abril de 2010) foi um boxeador venezuelano. Conquistou os títulos mundiais de peso super pena da Associação Mundial de Boxe e peso leve do Conselho Mundial de Boxe. Conseguiu 18 vitórias consecutivas por nocaute no primeiro round, marca ultrapassada por Tyrone Brunson. Em sua carreira profissional ganhou um total de 27 lutas sem derrotas, sendo um dos poucos lutadores que encerraram suas carreiras invictos.
Morreu por suicídio nas instalações da Polícia do Estado de Carabobo, onde estava preso por ter confessado o homicídio de sua esposa.